# Busturia
Busturia è un comune spagnolo di 1 731 abitanti situato nella comunità autonoma dei Paesi Baschi.